# 八代市立八竜小学校
八代市立八竜小学校（やつしろしりつ はちりゅうしょうがっこう）は、熊本県八代市坂本町荒瀬にある公立の小学校。

## 概要
歴史
2003年（平成15年）4月に、坂本村内の小学校7本校、および1分校を統合の上創立。現校名になったのは2005年（平成17年）。2025年（令和7年）に創立20周年を迎えた。
校名の由来
地域の山「八竜山」に由来している。
校章
中央に校名の「八竜」の文字（縦書き）を配している。
校歌
通学区域
八代市坂本町（旧・坂本村）のうち、「西部い、西部ろ、西部は、深水い、深水ろ、深水は、中谷い、中谷ろ、中谷は、鮎帰い、鮎帰ろ、鮎帰は、鮎帰に、鮎帰ほ、坂本、葉木、荒瀬、鎌瀬、中津道、市ノ俣、川嶽、田上、鶴喰、百済来下、百済来上」。中学校区は八代市立坂本中学校。

## 沿革
旧・西部小学校（さいぶ）
- 1874年（明治7年）9月 - 下松求麻村大字法讃寺本堂を借用し、「今泉小学校」が創立。
- 1877年（明治10年）- 西南の役の兵火のため、一時休校となる。

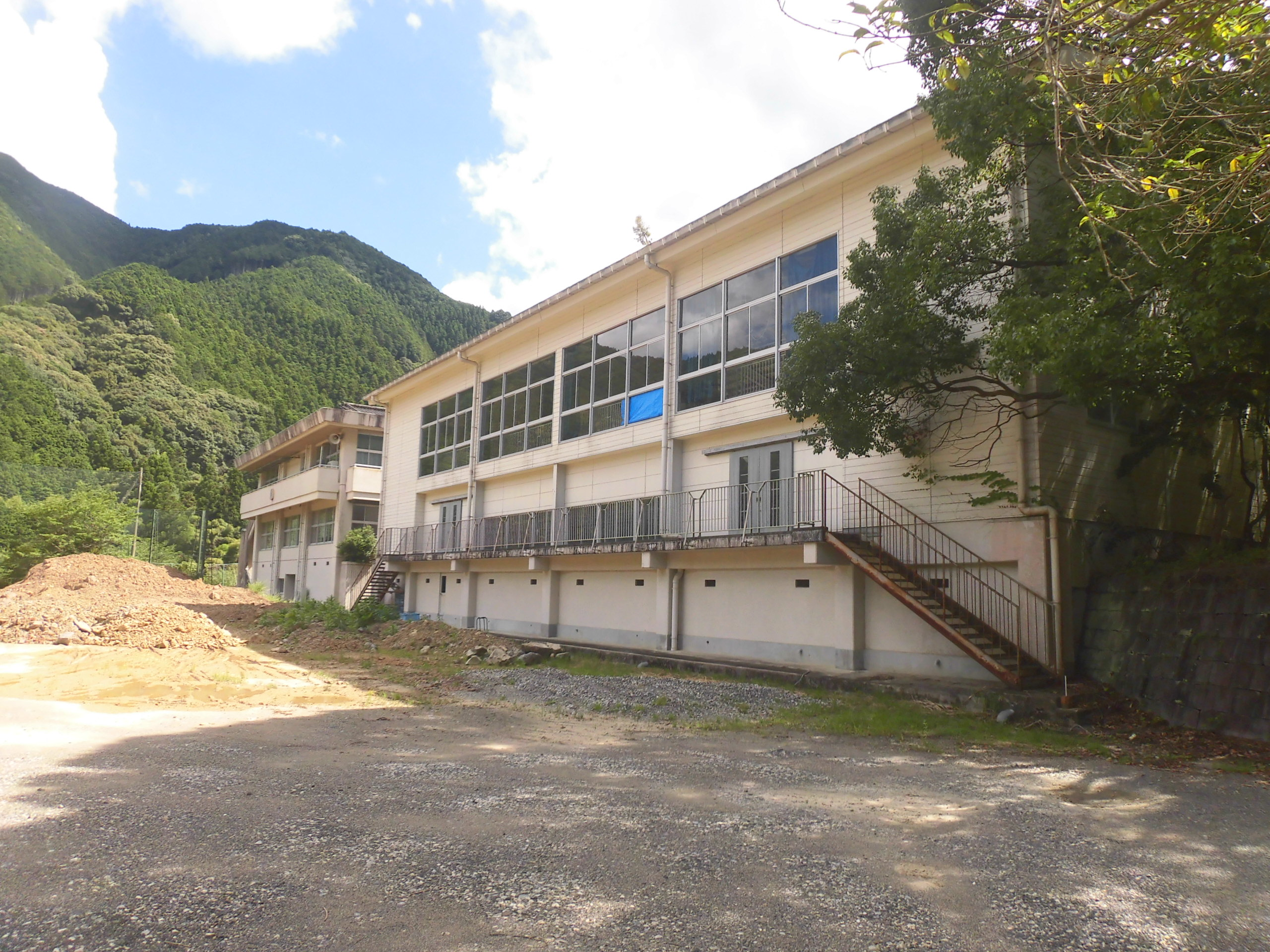
田上小 校舎・体育館 （移転後）
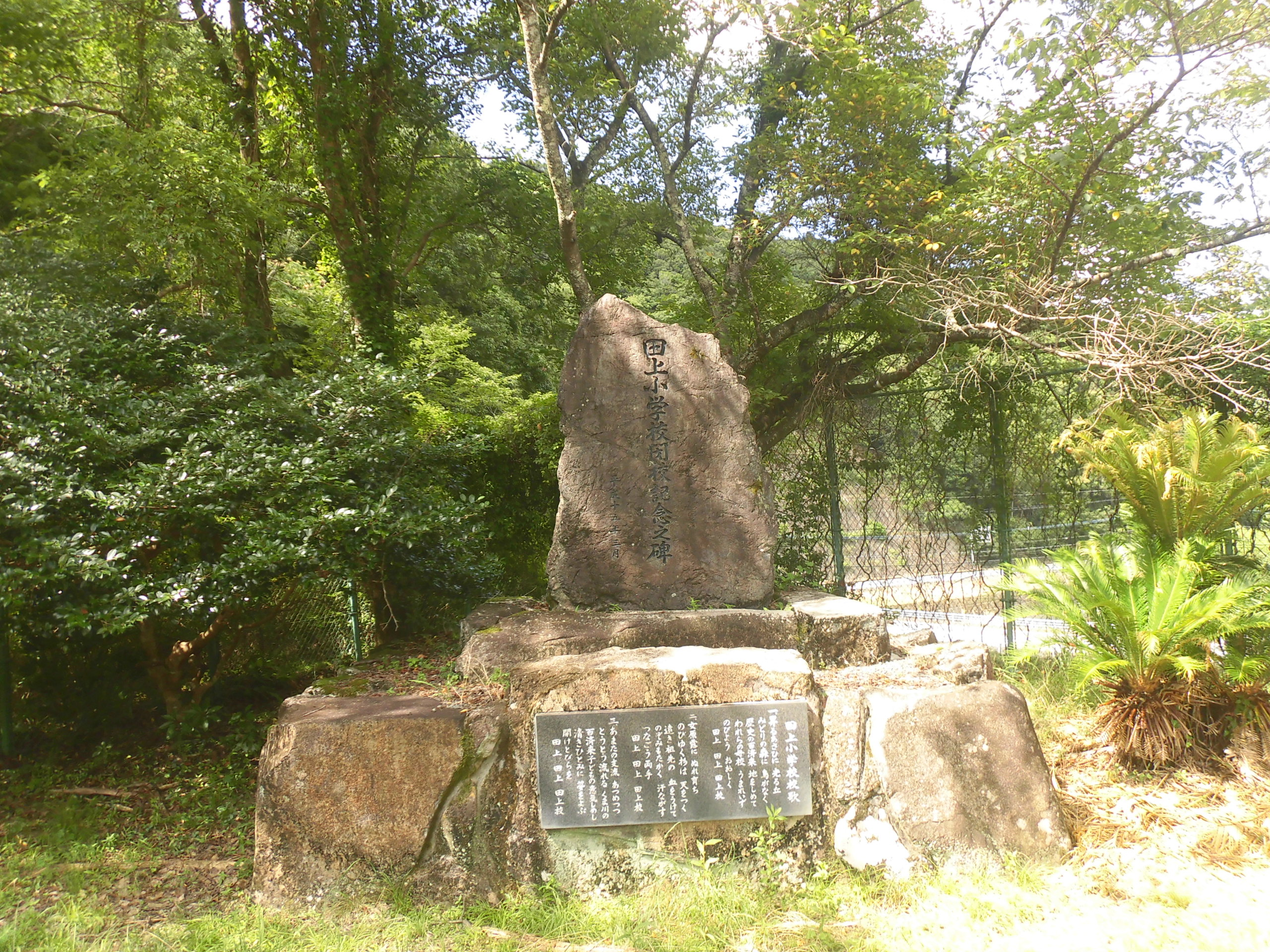
田上小 閉校記念碑 （移転後）

- 1879年（明治12年）9月 - 西部の小川地区に校舎を新築の上、「松龍小学校」に改称。
- 1883年（明治16年）- 生名子分教場を開設。
- 1887年（明治20年）- 小学校令施行により「尋常松龍小学校」に改称。
- 1888年（明治21年）4月 - 生名子分教場を中谷小学簡易教場に移管。
- 1889年（明治22年）4月1日 - 町村制施行により、八代郡「下松求麻村」が発足。
- 1892年（明治25年）11月 - 「下松西部尋常小学校」に改称。
- 1897年（明治30年）6月 - 中谷尋常小学校から生名子分教場が移管される（復帰）。
- 1901年（明治34年）4月 - 西部の段地区に校舎を新築の上、移転。
- 1908年（明治41年）4月 - 改正小学校令により、尋常科（義務教育年限）が4年制から6年制に改められる。尋常科5年を新設。
- 1909年（明治42年）4月 - 尋常科6年を新設。
- 1923年（大正12年）5月 - 高等科を併置の上、「下松西部尋常高等小学校」に改称。
- 1941年（昭和16年）4月1日 - 国民学校令施行により、「下松求麻村西部国民学校」に改称。尋常科を初等科に改める。
- 1945年（昭和20年）3月31日 - 生名子分教場を廃止。
- 1947年（昭和22年）- 学制改革が行われる（六・三制の実施）。
  - 4月1日 - 国民学校初等科は、新制小学校「下松求麻村立西部小学校」に改組・改称。
  - 4月 - 国民学校高等科は青年学校普通科とともに、新制中学校「下松求麻村立下松中学校 西部分校」に改組・統合。
- 1952年（昭和27年）2月26日 - 中学校西部分校が廃止される。
- 1961年（昭和36年）4月1日 - 八代郡2村（下松求麻・上松求麻）および葦北郡1村（百済来）の合併により、「坂本村」が発足。「坂本村立西部小学校」（最終名）に改称。
- 2003年（平成15年）3月31日 - 統合のため閉校。129年の歴史に幕を閉じた。
  - 最終所在地（西部小学校） - 熊本県八代郡坂本村西部は1999番地（北緯32度28分14.5秒 東経130度38分42.9秒 / 北緯32.470694度 東経130.645250度）
  - 校歌 - 歌詞は3番まであり、各番の歌詞中に校名の「西部校」が登場する。
  - 跡地 - 「西部社会教育センター」として利用されていたが、現在は解体されている。
  - 交通アクセス - JR九州 肥薩線「段駅」、八代市公共交通乗合タクシー「西部社会教育センター」停留所、熊本県道158号中津道八代線
  - 周辺 - 下松求麻簡易郵便局、八代市西部地区多目的集会施設、球磨川

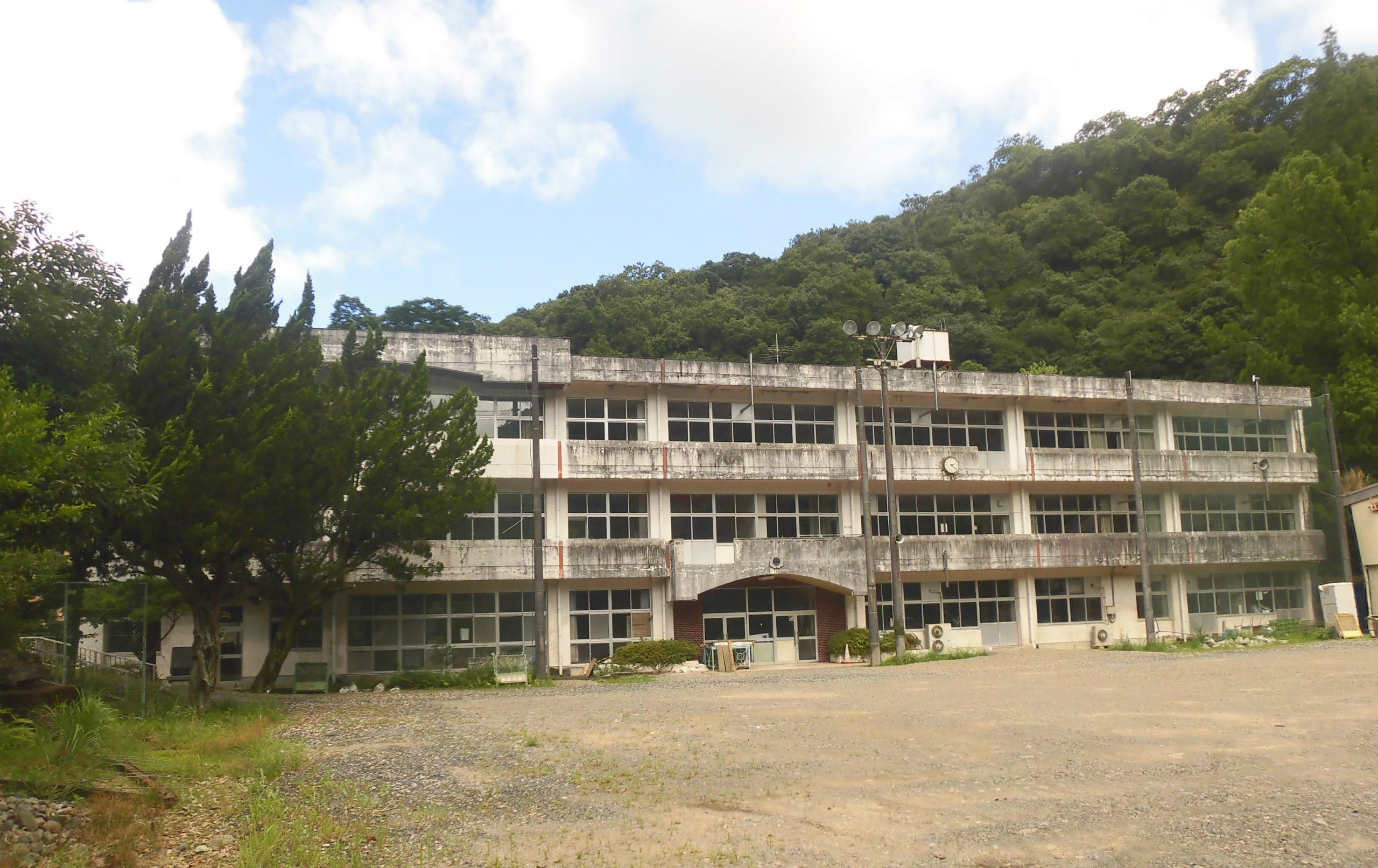
西部小 校舎
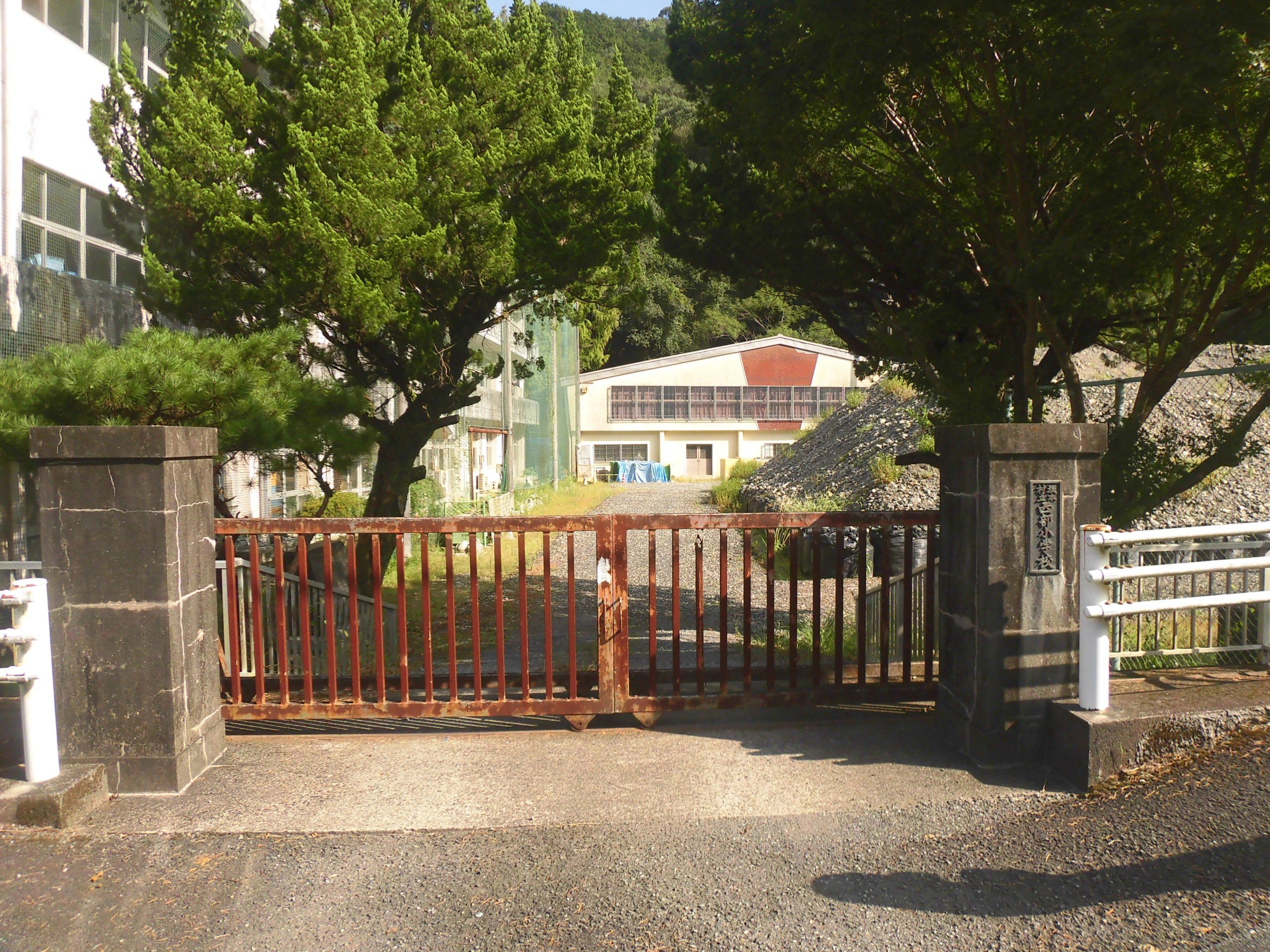
西部小 正門
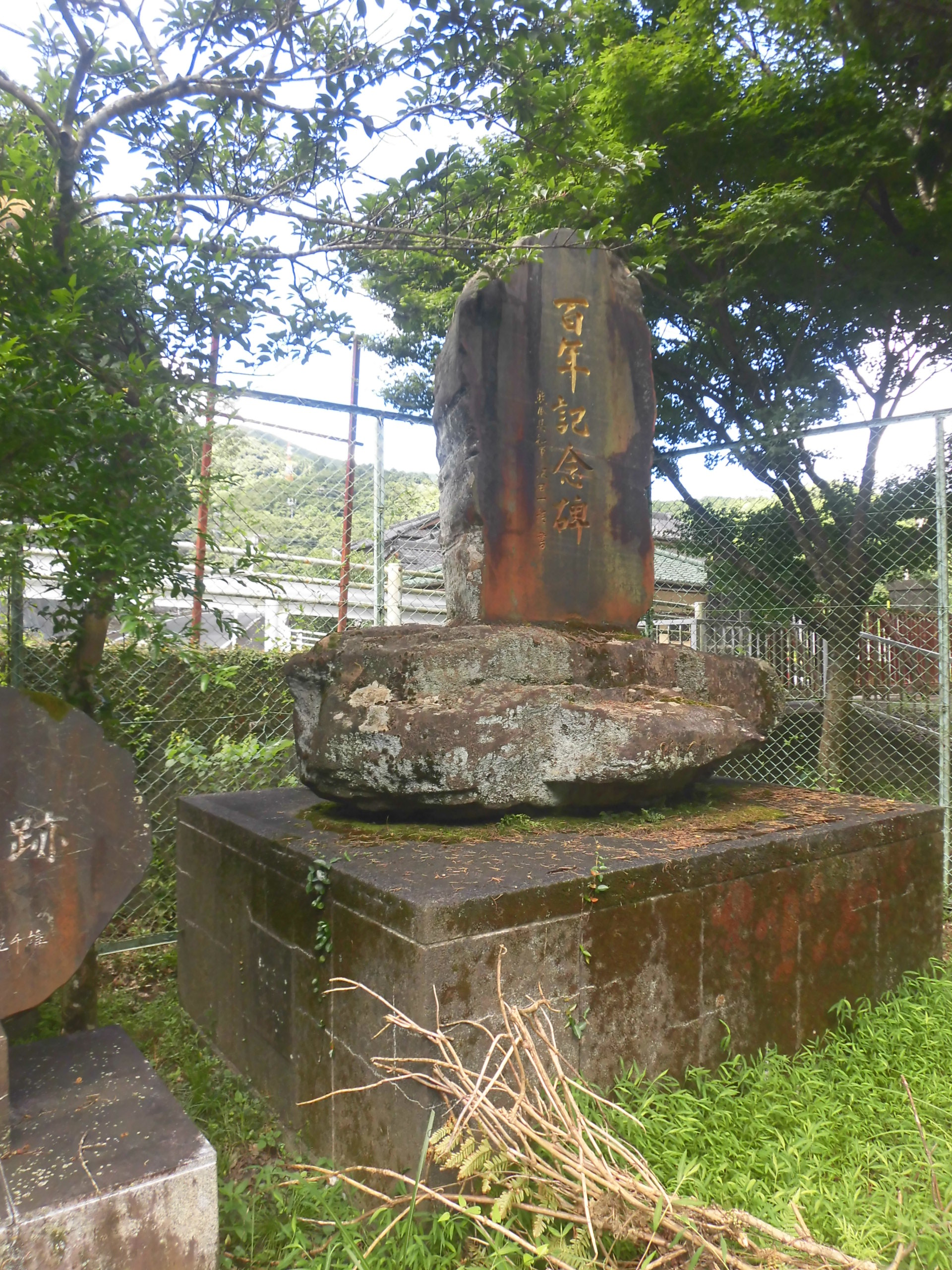
西部小 創立百周年記念碑
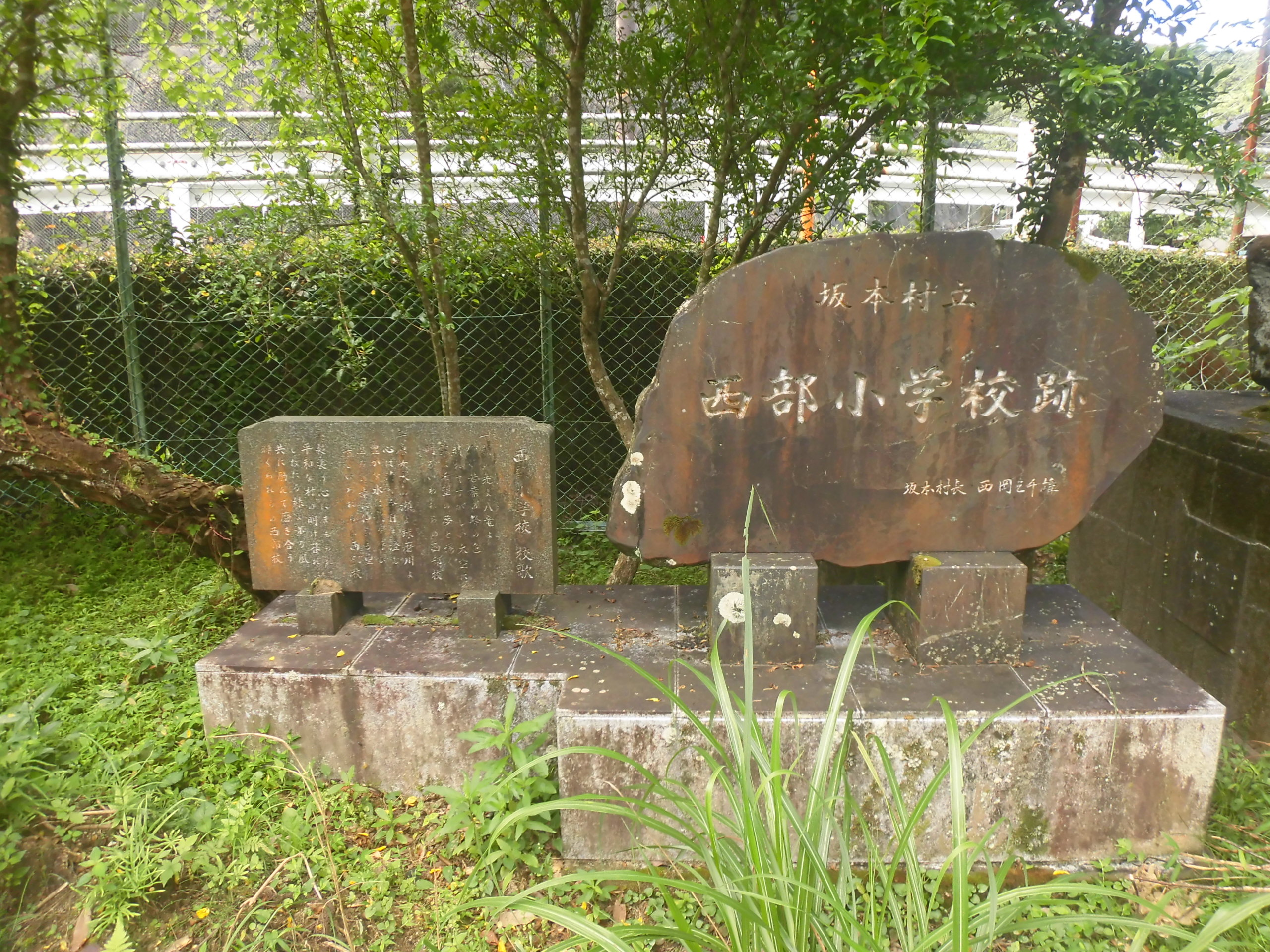
西部小 閉校記念碑

旧・深水小学校（ふかみ）
- 1875年（明治8年）
  - 5月 - 下松求麻村字上深水の民家に「今泉小学校 深水分校」として開校。
  - 10月 - 上深水の別の民家に移転。
- 1879年（明治12年）9月 -「松龍小学校 深水分校」に改称。
- 1880年（明治13年）3月 - 中屋敷1110番地の民家を借用の上、校舎を新築。
- 1887年（明治20年）- 「尋常松龍小学校 深水分校」に改称。
- 1888年（明治21年）4月 - 尋常松龍小学校から分離の上、簡易科を設置し「深水小学簡易教場」（簡易小学校）に改称。
- 1892年（明治25年）6月 -「深水尋常小学校」に改称。
- 1899年（明治32年）5月 - 上深水に校舎を新築し、移転を完了。
- 1908年（明治41年）4月 - 尋常科5年を新設。
- 1909年（明治42年）4月 - 尋常科6年を新設。
- 1911年（明治44年）- 校地を拡張。校舎を増築。
- 1923年（大正12年）5月 - 高等科を併置の上「深水尋常高等小学校」に改称。
- 1947年（昭和22年）- 学制改革が行われる（六・三制の実施）。
  - 4月1日 - 国民学校初等科は、新制小学校「下松求麻村立深水小学校」に改組・改称。
  - 4月 - 国民学校高等科は青年学校普通科とともに、新制中学校「下松求麻村立下松中学校 深水分校」に改組・改称。
- 1961年（昭和36年）4月1日 -「坂本村」が発足し、「坂本村立深水小学校」（最終名）に改称。
- 2003年（平成15年）3月31日 - 統合のため閉校。128年の歴史に幕を閉じた。
  - 最終所在地（深水小学校） - 熊本県八代郡坂本村深水い1471番地（北緯32度28分12.4秒 東経130度41分33.6秒 / 北緯32.470111度 東経130.692667度）
  - 校章 - 桜の花弁を背景にして、中央に校名の「深水」の文字（縦書き）を配している。
  - 校歌 - 作詞は山本一祐、作曲は河口道明による。歌詞は3番まであり、歌詞中に校名の「深水校」が登場する。
  - 跡地 - 「深水社会教育センター」として利用されている。
  - 交通アクセス - 八代市公共交通乗合タクシー「深水社会教育センター前」停留所、熊本県道259号小鶴原女木線
  - 周辺 - 深水生活改善センター（公民館）、深水川

旧・中谷小学校（なかたに）
- 1876年（明治9年）3月 - 下松求麻村字木々子の民家に「今泉小学校 木々子分校」として開校。
- 1877年（明治10年）- 西南の役により一時休校となる。

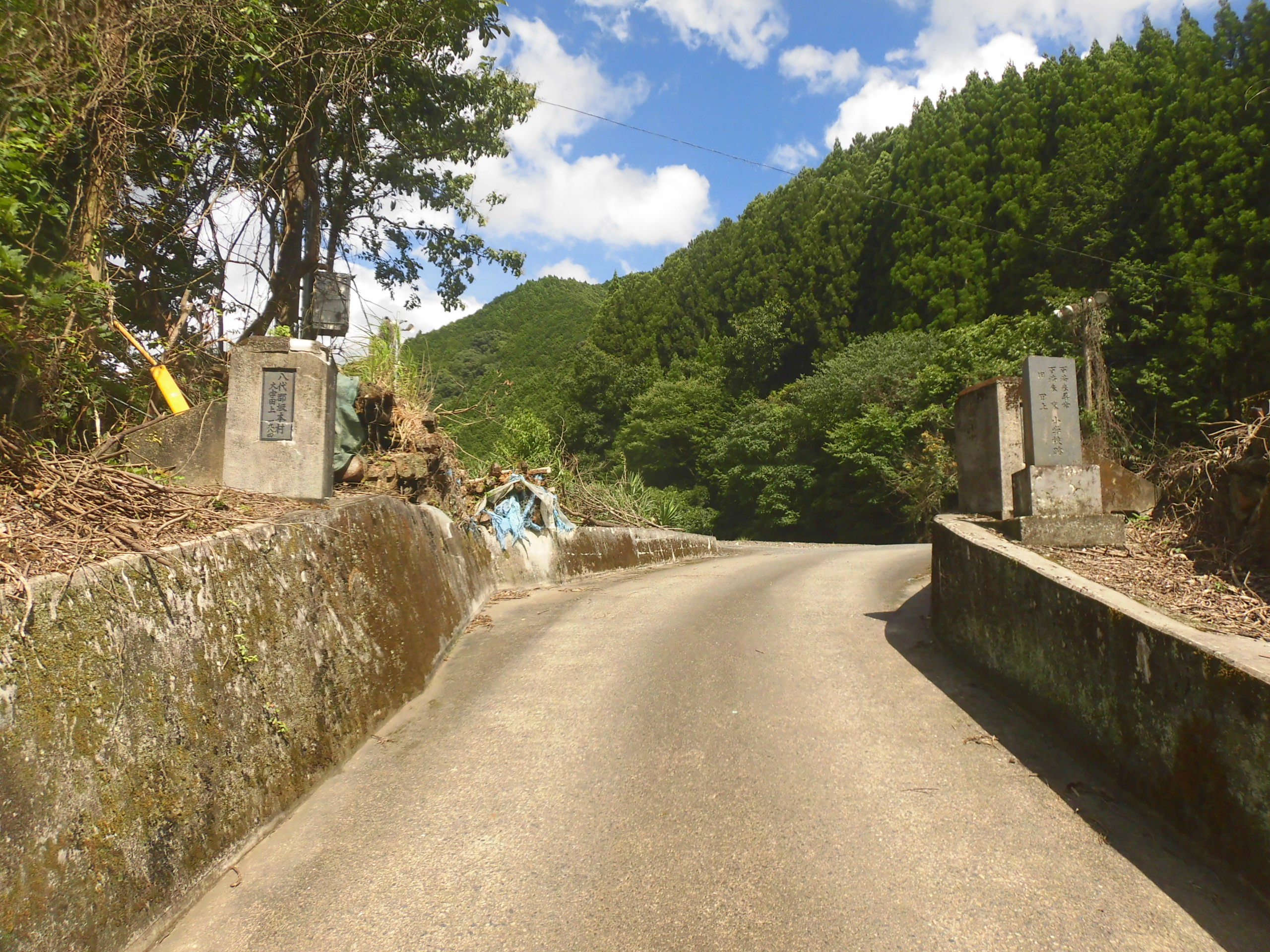
1878年（明治11年）2月 - 小崎に移転の上、「今泉小学校 中谷分校」に改称。
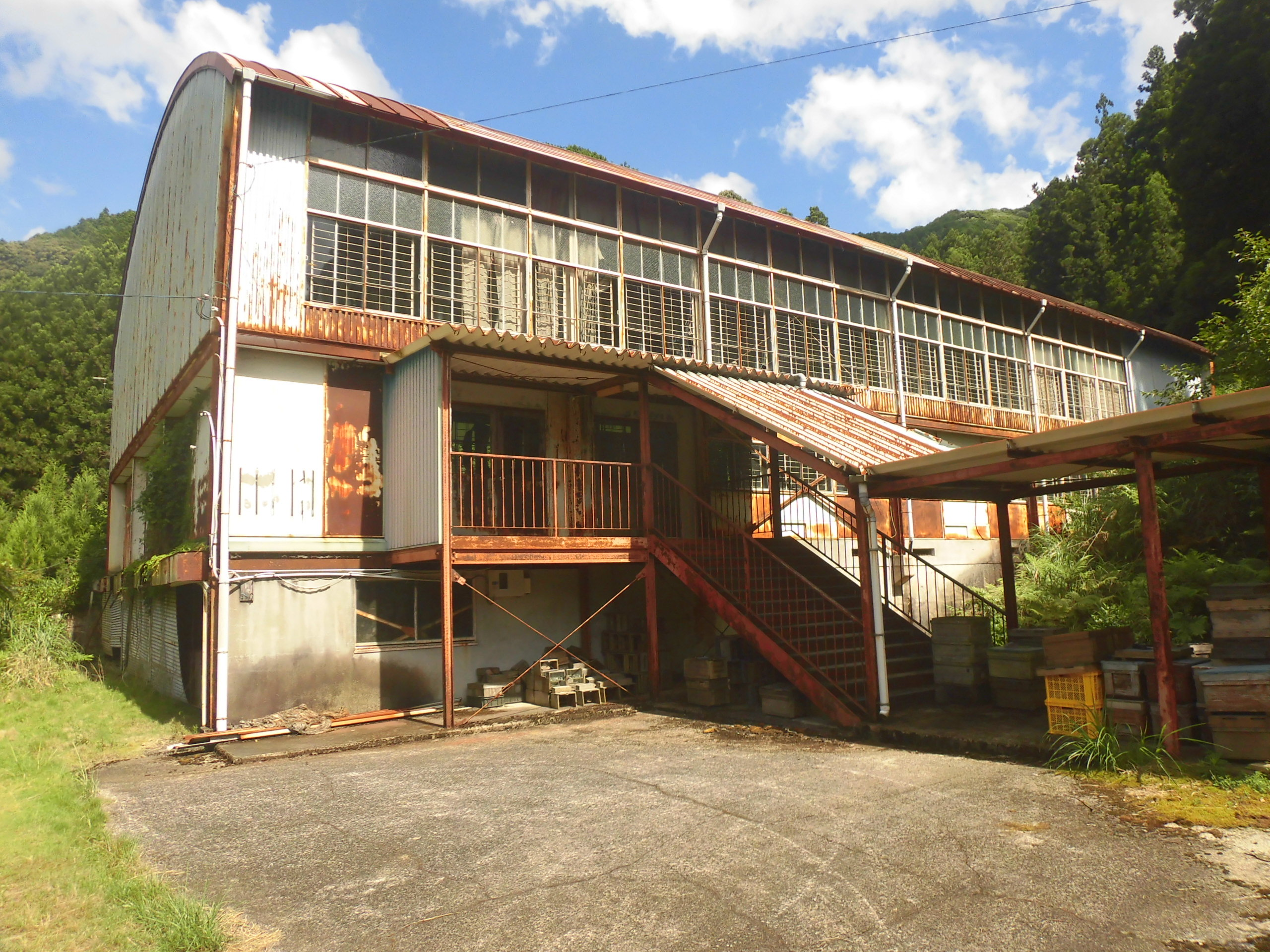
田上小 体育館（移転前）
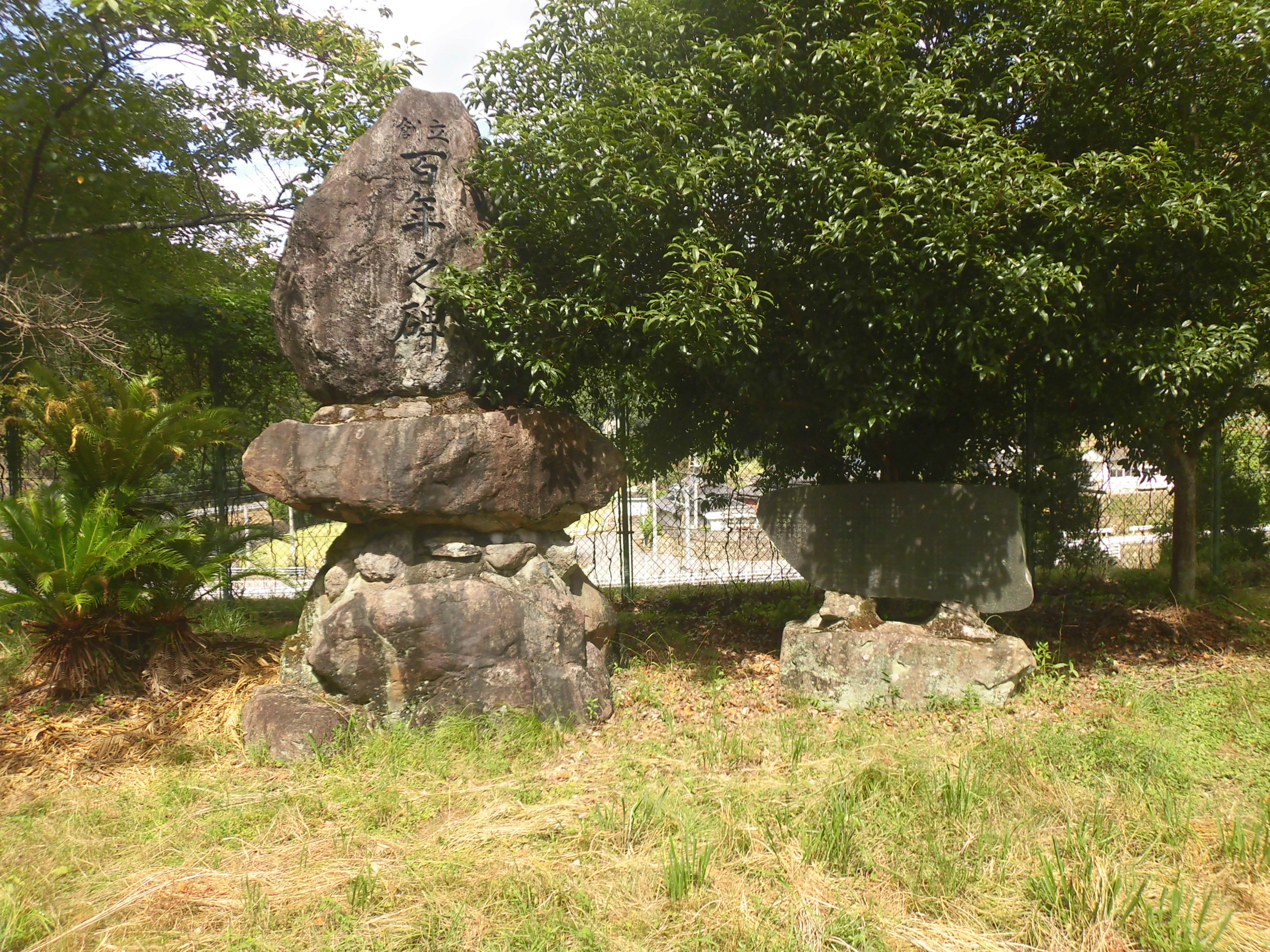
田上小 創立100周年記念碑 （移転前）

- 1879年（明治12年）9月 -「松龍小学校 中谷分校」に改称。
- 1887年（明治20年）- 「尋常松龍小学校 中谷分校」に改称。
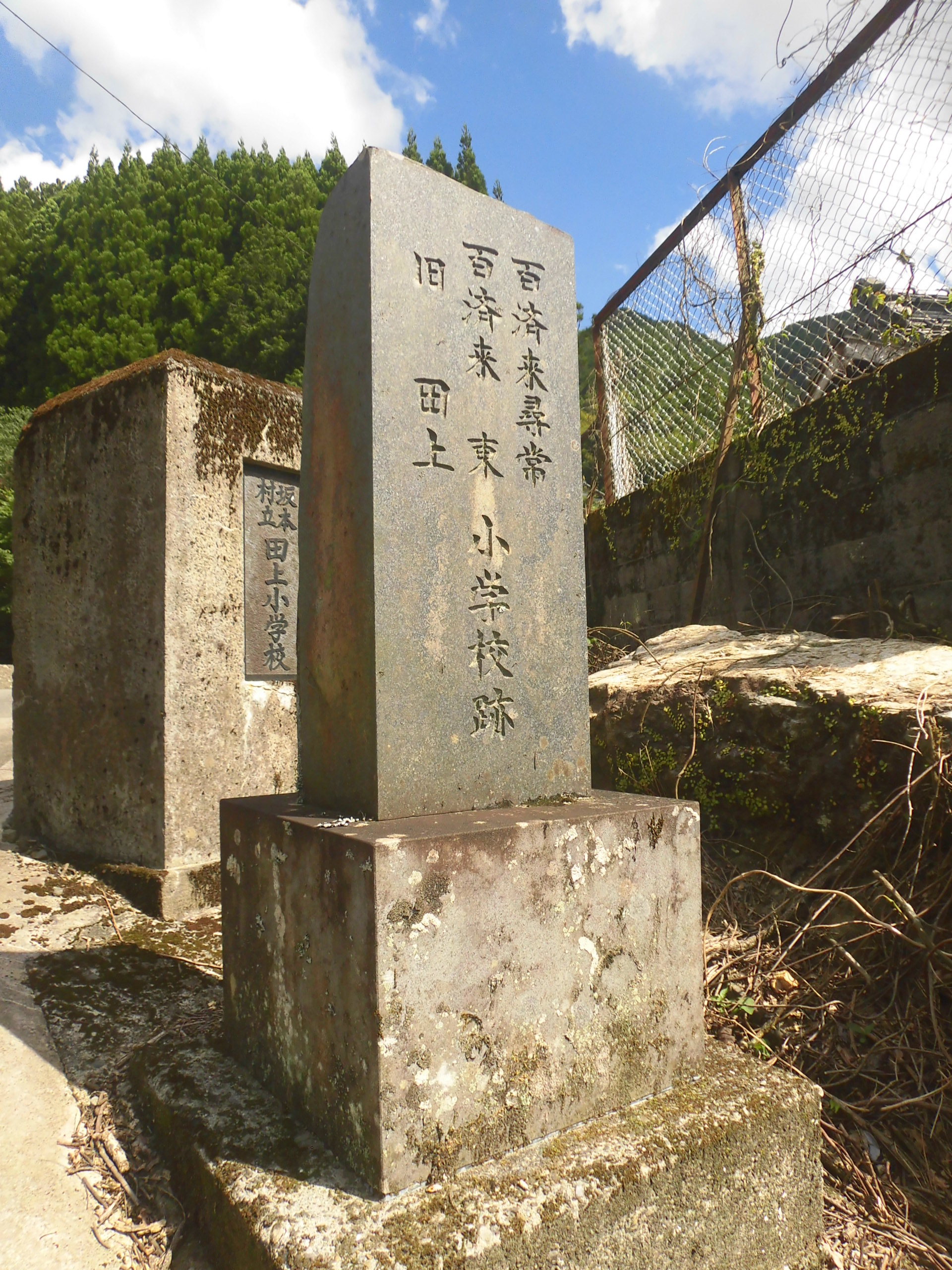
1888年（明治21年）4月 - 尋常松龍小学校から分離の上、簡易科を設置し「中谷小学簡易教場」（簡易小学校）に改称。
- 1892年（明治25年）6月 -「中谷尋常小学校」に改称。
- 1908年（明治41年）4月 - 尋常科5年を新設。
- 1909年（明治42年）4月 - 尋常科6年を新設。
- 1911年（明治44年）- 校地を拡張。校舎を増築。
- 1923年（大正12年）5月 - 高等科を併置の上「中谷尋常高等小学校」に改称。
- 1947年（昭和22年）- 学制改革が行われる（六・三制の実施）。
  - 4月1日 - 国民学校初等科は、新制小学校「下松求麻村立中谷小学校」に改組・改称。
  - 4月 - 国民学校高等科は青年学校普通科とともに、新制中学校「下松求麻村立下松中学校」に改組・改称。
- 1961年（昭和36年）4月1日 -「坂本村」が発足し、「坂本村立中谷小学校」（最終名）に改称。
- 2003年（平成15年）3月31日 - 統合のため閉校。127年の歴史に幕を閉じた。
  - 最終所在地（中谷小学校） - 熊本県八代郡坂本村中谷い1270番地（北緯32度26分36.6秒 東経130度40分09.2秒 / 北緯32.443500度 東経130.669222度）
  - 跡地 - 「八代市さかもと青少年センター」として利用されている。
  - 交通アクセス - 八代市公共交通乗合タクシー「さかもと青少年センター前」停留所、熊本県道17号坂本人吉線
  - 周辺 - 八代市役所坂本支所、八代広域行政事務組合八代消防署坂本分駐所、小崎の眼鏡橋

旧・鮎帰小学校（あゆがえり）
- 1875年（明治8年） - 下松求麻村鮎帰字日田地に「坂本小学校 鮎帰分校」として開校。
- 1877年（明治10年）- 西南の役により一時休校となる。
- 1880年（明治13年）7月 - 早水の西福寺を借用して「松龍小学校 鮎帰分校」に改称。
- 1882年（明治15年）5月 -　校舎を新築。
- 1887年（明治20年）- 「尋常松龍小学校 鮎帰支校」（分校）に改称。
- 1888年（明治21年）4月 - 尋常松龍小学校から分離の上、簡易科を設置し「鮎帰小学簡易教場」（簡易小学校）に改称。
- 1892年（明治25年）6月 -「鮎帰尋常小学校」に改称。
- 1908年（明治41年）4月 - 尋常科5年を新設。
- 1909年（明治42年）4月 - 尋常科6年を新設。
- 1923年（大正12年）5月 - 高等科を併置の上「鮎帰尋常高等小学校」に改称。
- 1941年（昭和16年）4月1日 - 「下松求麻村鮎帰国民学校」に改称。
- 1947年（昭和22年）- 学制改革が行われる（六・三制の実施）。
  - 4月1日 - 国民学校初等科は、新制小学校「下松求麻村立鮎帰小学校」に改組・改称。
  - 4月 - 国民学校高等科は青年学校普通科とともに、新制中学校「下松求麻村立下松中学校 鮎帰分校」に改組・改称。
- 1961年（昭和36年）4月1日 -「坂本村」が発足し、「坂本村立鮎帰小学校」（最終名）に改称。
- 2003年（平成15年）3月31日 - 統合のため閉校。128年の歴史に幕を閉じた。
  - 最終所在地（鮎帰小学校） - 熊本県八代郡坂本村鮎帰は867番地（北緯32度25分55.8秒 東経130度41分44.9秒 / 北緯32.432167度 東経130.695806度）
  - 校訓 - 愛情・根性・自主
  - 校章 - 中央に校名の頭文字である「鮎」の文字を配している。
  - 校歌 - 作詞は山本一祐、作曲は川口末雄による。歌詞は3番まであり、各番の歌詞中に校名の「鮎帰小学校」が登場する。
  - 跡地 -「八代市鮎帰社会教育センター」として利用されている。
  - 交通アクセス - 八代市公共交通乗合タクシー「日田地」停留所、熊本県道17号坂本人吉線
  - 周辺 - 鮎帰簡易郵便局、油谷川

旧・鮎帰小学校責分校（せめ）
- 1881年（明治14年）- 下松求麻村字川原谷の民家を借用の上、「川原谷出張所」が開設される。
- 1887年（明治20年）- 廃止される。
- 1889年（明治22年）- 再開される。
- 1892年（明治25年）- 廃止される。
- 1900年（明治33年）- 民家を使用の上、「鮎帰尋常小学校 責分教場」に改称。
- 1914年（大正3年）- 最終所在地に校舎を新築の上、移転を完了。
- 1923年（大正12年）5月 -「鮎帰尋常高等小学校 責教場」に改称。
- 1941年（昭和16年）4月1日 - 「下松求麻村鮎帰国民学校 責分教場」に改称。
- 1947年（昭和22年）4月1日 - 新制小学校「下松求麻村立鮎帰小学校 責分校」に改組・改称。
- 1961年（昭和36年）4月1日 -「坂本村」が発足し、「坂本村立鮎帰小学校 責分校」（最終名）に改称。
- 2003年（平成15年）3月31日 - 統合のため閉校。122年の歴史に幕を閉じた。
  - 最終所在地（鮎帰小学校責分校） - 熊本県八代郡坂本村責は（現・鮎帰ほ）863番地（北緯32度24分09.2秒 東経130度41分47.3秒 / 北緯32.402556度 東経130.696472度）
  - 跡地 - 木造2階建て校舎等が解体され、更地となっている。
  - 交通アクセス - 八代市公共交通乗合タクシー「責分校跡」停留所、熊本県道17号坂本人吉線
  - 周辺 - 油谷川

旧・藤本小学校（ふじもと）
- 1874年（明治7年）9月 - 上松求麻村大字坂本の崇光寺に「坂本小学校」が創立。
- 1877年（明治10年）- 西南の役のため、一時休校となる。
- 1878年（明治11年）8月 - 字藤本に校舎を新築の上移転を完了。「松藤小学校」に改称。後に「藤本小学校」に改称。
- 1887年（明治20年）4月 - 簡易科を設置の上、「藤本小学簡易教場」（簡易小学校）に改称。
- 1889年（明治22年）4月1日 - 町村制の実施により、「上松求麻村」が発足。
- 1890年（明治23年）- 「尋常藤本小学校」に改称。
- 1892年（明治25年）4月 -「藤本尋常小学校」に改称。
- 1901年（明治34年）12月 - 校舎を新築の上、移転を完了。
- 1904年（明治37年）6月 - 高等科（2年制）を併置の上、「藤本尋常高等小学校」（尋常科4年・高等科2年）に改称。
- 1908年（明治41年）4月 - 改正小学校令により、尋常科（義務教育年限）が4年制から6年制に改められる。従来の高等科1・2年を尋常科5・6年に改める。これにより高等科を廃止の上、「藤本尋常小学校」（尋常科6年）に改称。
- 1914年（大正3年）4月 - 高等科（2年制）を併置の上、「藤本尋常高等小学校」（尋常科6年・高等科2年）に改称。
- 1928年（昭和3年）4月 -「上松求麻第一尋常高等小学校」に改称。
- 1941年（昭和16年）4月1日 - 「上松求麻村上松求麻第一国民学校」に改称。
- 1947年（昭和22年）- 学制改革が行われる（六・三制の実施）。
  - 4月1日 - 国民学校初等科は、新制小学校「上松求麻村立上松求麻第一小学校」に改組・改称。
  - 4月 - 国民学校高等科は青年学校普通科とともに、新制中学校「上松求麻村立上松中学校」に改組・改称。
- 1961年（昭和36年）4月1日 -「坂本村」が発足し、「坂本村立藤本小学校」（最終名）に改称。
- 2003年（平成15年）3月31日 - 統合のため閉校。129年の歴史に幕を閉じた。
  - 最終所在地（藤本小学校） - 熊本県八代郡坂本村葉木4259番地（北緯32度25分44.3秒 東経130度38分52.3秒 / 北緯32.428972度 東経130.647861度）
  - 跡地 - 閉校後、校舎は残されていたが、2020年（令和2年）7月の豪雨による球磨川氾濫で校舎に大きな被害を受ける。その後校舎等は解体され、藤本団地および「藤本大門みんなの家」（公民館、2023年（令和5年）9月24日落成式）が整備されている[3]。
  - 交通アクセス - JR九州 肥薩線「坂本駅」、八代市公共交通乗合タクシー「藤本」停留所、熊本県道158号中津道八代線
  - 周辺 - 藤本変電所跡、藤本五所神社、球磨川

旧・中津道小学校（なかつみち）
- 1874年（明治7年）9月 - 上松求麻村大字三坂の民家を借用し「坂本小学校 鎌瀬分校」が創立。
- 1878年（明治11年）8月 -「松藤小学校 鎌瀬分校」に改称。後に「藤本小学校 鎌瀬分校」に改称。
- 1886年（明治19年）- 三坂に校舎を新築し「藤本小学校 三坂教場」に改称。
- 1887年（明治20年）4月 - 簡易科を設置の上、「藤本小学簡易教場 三坂教場」に改称。
- 1890年（明治23年）4月 -「尋常三坂小学校」として独立。
- 1892年（明治25年）4月 -「三坂尋常小学校」に改称。
- 1894年（明治27年）4月頃 - 市ノ俣分教場（市ノ俣および横様地区を通学区域）および枳ノ俣分教場を設置。
- 1906年（明治39年）- 木造新校舎が完成。
- 1908年（明治41年）4月 - 尋常科5年を新設。
- 1909年（明治42年）4月 - 尋常科6年を新設。
- 1916年（大正5年）3月 - 中津道に新校舎が完成し移転を完了。
- 1924年（大正13年）4月 - 高等科（2年制）を併置の上、「三坂尋常高等小学校」（尋常科6年・高等科2年）に改称。枳ノ俣分教場を廃止。
- 1928年（昭和3年）4月 -「上松求麻第二尋常高等小学校」に改称。
- 1941年（昭和16年）4月1日 - 「上松求麻村上松求麻第二国民学校」に改称。
- 1947年（昭和22年）- 学制改革が行われる（六・三制の実施）。
  - 4月1日 - 国民学校初等科は、新制小学校「上松求麻村立上松求麻第二小学校」に改組・改称。
  - 4月 - 国民学校高等科は青年学校普通科とともに、新制中学校「上松求麻村立上松中学校 中津道分校」に改組・改称。
- 1961年（昭和36年）4月1日 -「坂本村」が発足し、「坂本村立中津道小学校」（最終名）に改称。百済来村立川嶽小学校を統合。
- 1988年（昭和63年）3月31日 - 市ノ俣分校を廃止。
  - 最終所在地（中津道小学校市ノ俣分校） - 熊本県八代郡坂本村市ノ俣302番地（北緯32度21分11.8秒 東経130度40分27.5秒 / 北緯32.353278度 東経130.674306度）
- 2003年（平成15年）3月31日 - 統合のため閉校。129年の歴史に幕を閉じた。
  - 最終所在地（中津道小学校） - 熊本県八代郡坂本村中津道625番地（北緯32度22分55.7秒 東経130度39分15.0秒 / 北緯32.382139度 東経130.654167度）
  - 跡地 - 閉校後の校舎は「中津道社会教育センター」として活用されていたが、2020年（令和2年）7月の豪雨による球磨川氾濫で校舎に大きな被害を受ける。その後校舎等は解体され、跡地に「中津道みんなの家」（公民館、2023年（令和5年）7月1日落成式）が整備されている[3]。
  - 交通アクセス - JR九州 肥薩線「鎌瀬駅」、八代市公共交通乗合タクシー「中津道社会教育センター」停留所、国道219号
  - 周辺 - 球磨川

旧・田上小学校（たがみ）
- 1875年（明治8年）- 寺前瀬に「上良石小学校」（かみよしいし）が創立。
- 1879年（明治12年）11月 - 鶴喰村の寺説教所を借用の上、「上良石小学校 鶴喰分校」（つるばみ）を開設。
- 1887年（明治20年）4月 - 鶴喰分校が廃止され、上良石小学校に統合される。
- 1889年（明治22年）4月1日 - 町村制施行により、葦北郡5村（小川内・久多良木・田上・鶴喰・川岳）が合併の上、「百済来村」が発足。
- 1890年（明治23年）3月 - 鶴喰に「尋常上良石小学校派出所」が設置される。
- 1892年（明治25年）4月 - 上良石小学校と陣之内小学校が統合の上、「百済来尋常小学校」に改称。
- 1893年（明治26年）
  - 5月 - 鶴喰分教場が「鶴喰尋常小学校」として独立。
  - 6月 - 校舎を改築。
- 1895年（明治28年）4月 - 大字田上字女原・川嶽字破木を通学区域とする。
- 1908年（明治41年）4月 - 尋常科5年を新設。
- 1909年（明治42年）4月 - 尋常科6年を新設。
- 1912年（明治45年）4月 - 新校舎が女原に完成。
- 1914年（大正3年）4月 - 高等科を併置の上、「百済来尋常高等小学校」に改称。田上・川嶽字与奈久を校区に編入。
- 1925年（大正4年）4月 - 中畑を校区に編入。
- 1941年（昭和16年）4月1日 - 国民学校令施行により、「百済来村百済来東国民学校」に改称。
- 1942年（昭和17年）8月 - 台風により、校舎が倒壊。
- 1943年（昭和18年）- 新校舎が完成（復旧）。
- 1947年（昭和22年）- 学制改革が行われる（六・三制の実施）。
  - 4月1日 - 国民学校初等科は、新制小学校「百済来村立百済来東小学校」に改組・改称。
  - 4月 - 国民学校高等科は青年学校普通科とともに、新制中学校「百済来村立百済来中学校」に改組・改称。
- 1961年（昭和36年）4月1日 -「坂本村」が発足し、「坂本村立田上小学校」（最終名）に改称。
- 2003年（平成15年）3月31日 - 統合のため閉校。128年の歴史に幕を閉じた。
  - 旧校地（田上小学校）- 熊本県八代郡坂本村田上1983番地（北緯32度24分43.1秒 東経130度37分57.1秒 / 北緯32.411972度 東経130.632528度）
  - 最終所在地（田上小学校） - 熊本県八代郡坂本村田上2006番地（北緯32度24分41.9秒 東経130度37分46.1秒 / 北緯32.411639度 東経130.629472度）
  - 校歌 - 歌詞は3番まであり、各番の歌詞中に校名の「田上校」が登場する。
  - 跡地 -「田上社会教育センター」として活用されている。
  - 交通アクセス - 八代市公共交通乗合タクシー「女原」停留所、熊本県道258号田上日奈久線・熊本県道60号芦北坂本線
  - 周辺 - 鶴喰川、百済来川

- 田上小
正門（移転前）
- 田上小
体育館（移転前）
- 田上小
創立100周年記念碑
（移転前）
- 田上小
小学校跡碑（移転前）

- 田上小
校舎・体育館
（移転後）
- 田上小
閉校記念碑
（移転後）

旧・川嶽小学校（かわたけ）
- 1879年（明治12年）10月 - 「上良石小学校 川嶽分校」として創立。瀬戸石・（川嶽）鎌瀬・柿の生を通学区域とする。
- 1892年（明治25年）
  - 4月 - 「百済来尋常小学校 川嶽分校」に改称。
  - 6月 - 吉尾小学校の旧校舎を買い取り、大字川嶽字村下に移築。
- 1895年（明治28年）7月 - 暴風のため校舎が倒壊し、光専寺を仮教場とし、授業を実施。
- 1898年（明治31年）9月 - 新校舎が完成。
- 1902年（明治35年）5月 - 「川嶽尋常小学校」として独立。
- 1918年（大正7年）4月 - 統合により「百済来尋常高等小学校 川嶽分教場」に改称。与奈久を校区に編入。
- 1925年（大正4年）4月 - 中畑を校区に編入。
- 1941年（昭和16年）4月1日 - 国民学校令施行により、「百済来村百済来東国民学校 川嶽分教場」に改称。
- 1947年（昭和22年）
  - 4月1日 - 新制小学校「百済来村立百済来東小学校 川嶽分校」に改組・改称。
  - 9月11日 - 「百済来村村立川嶽小学校」（最終名）として独立。
- 1961年（昭和36年）3月31日 - 坂本村立中津道小学校への統合により閉校。83年の歴史に幕を閉じる。

旧・久多良木小学校（きゅうたらぎ）
- 1875年（明治8年）頃 - 久多良木神社境内に「陣之内小学校」が創立。
- 1892年（明治25年）4月 - 上良石小学校と統合の上、「百済来尋常小学校」となる。
- 1896年（明治29年）12月 - 大門瀬に校舎を移転。
- 1904年（明治37年）9月 - 高等科を併置の上、「百済来尋常高等小学校」（尋常科4年・高等科2年）に改称。
- 1908年（明治41年）4月 - 改正小学校令施行により、尋常科（義務教育年限）が4年制から6年制に改められる。従来の高等科1・2年を尋常科5・6年に改める。これにより、高等科は廃止され「百済来尋常小学校」に改称。
- 1914年（大正3年）
  - 4月 - 高等科を併置の上、「久多良木尋常高等小学校」（尋常科6年・高等科2年）に改称。
  - 7月 - 字宮後684番地に校舎を新築。
- 1915年（大正4年）- 校区を「小川内・久多良木」とする。
- 1941年（昭和16年）4月1日 - 国民学校令施行により、「百済来村百済来西国民学校」に改称。
- 1947年（昭和22年）4月1日 - 新制小学校「百済来村立百済来西小学校」に改組・改称。
- 1961年（昭和36年）4月1日 -「坂本村立久多良木小学校」に改称。
- 2005年（平成17年）8月1日 -「八代市立久多良木小学校」（最終名）に改称。
- 2006年（平成18年）3月31日 - 八代市立八竜小学校への統合により閉校。131年の歴史に幕を閉じる。
  - 最終所在地（久多良木小学校） - 熊本県八代郡坂本村久多良木664番地（北緯32度23分53.8秒 東経130度35分49.5秒 / 北緯32.398278度 東経130.597083度）
  - 校訓 - 「至誠・自主・錬磨」
  - 校章 - 桜の花弁を背景にしている。
  - 校歌 - 1971年（昭和46年）制定。作詞は中庭泰三郎、作曲は坂井建次による。歌詞は2番まであり、両番の歌詞中に校名の「久多良木小」が登場。
  - 跡地 - 「久多良木社会教育センター」として活用されている。
  - 交通アクセス - 八代市公共交通乗合タクシー「陣之内」停留所、熊本県道60号芦北坂本線
  - 周辺 - 久多良木神社

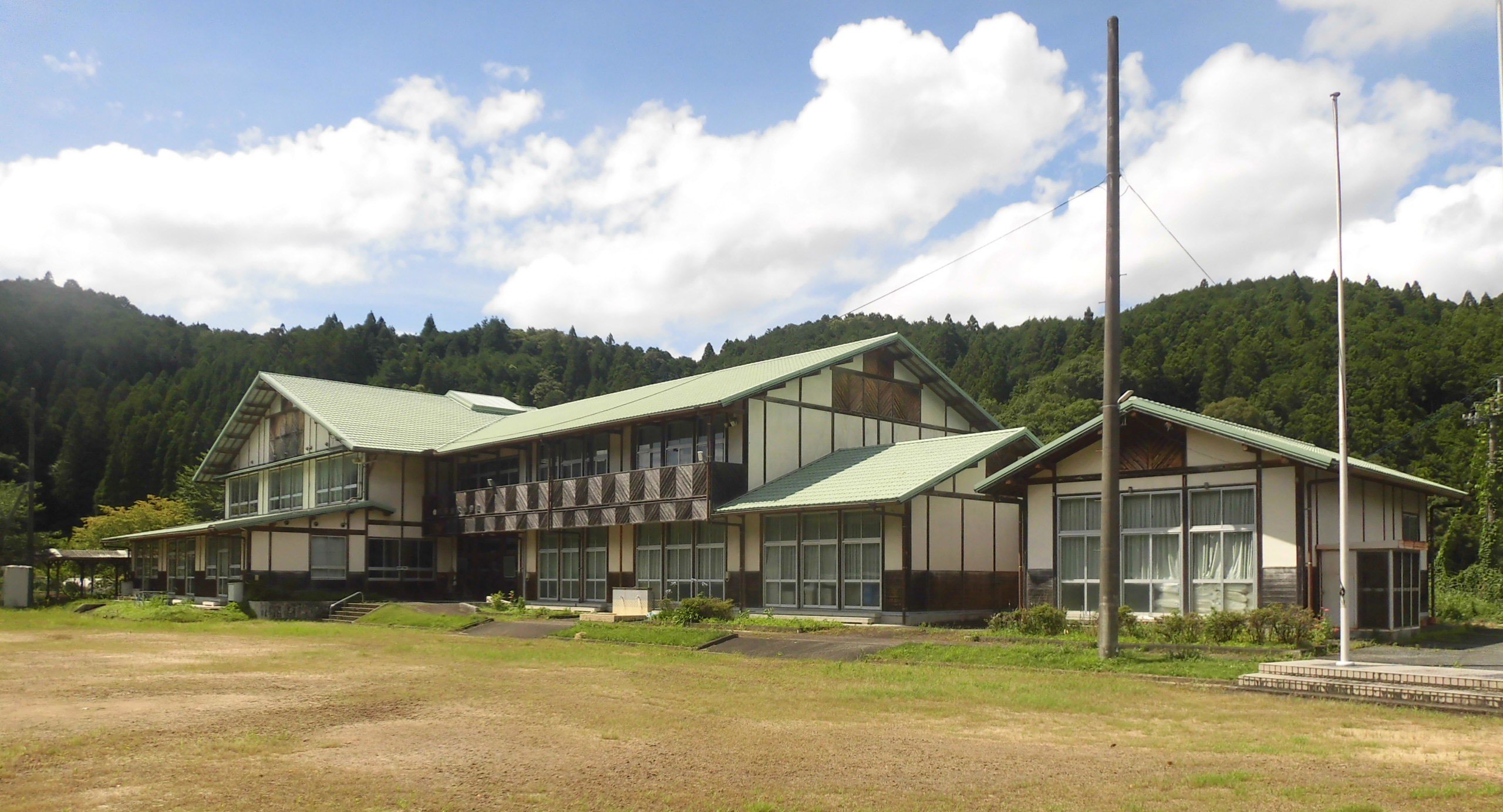
久多良木小 校舎
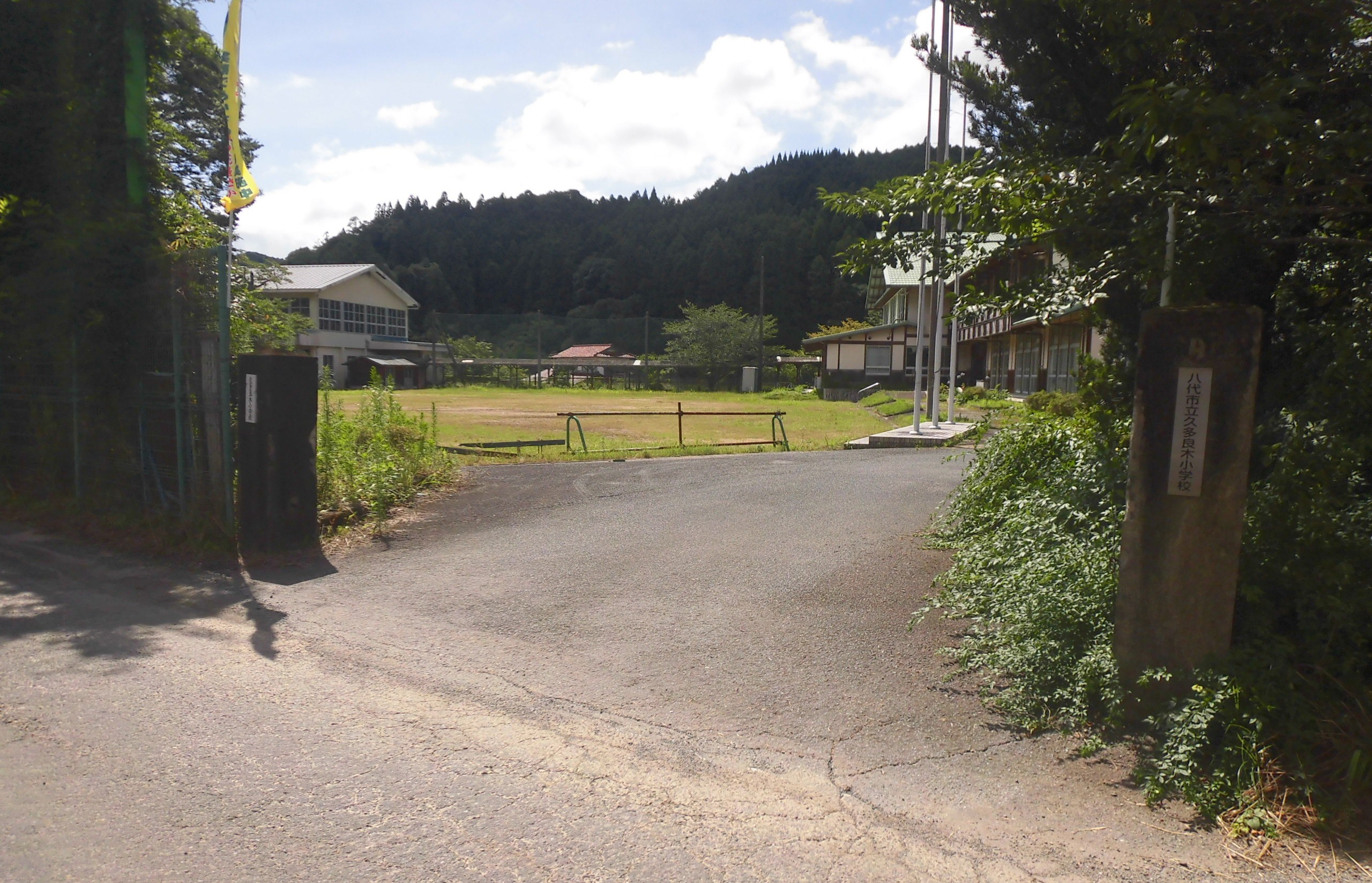
久多良木小 正門
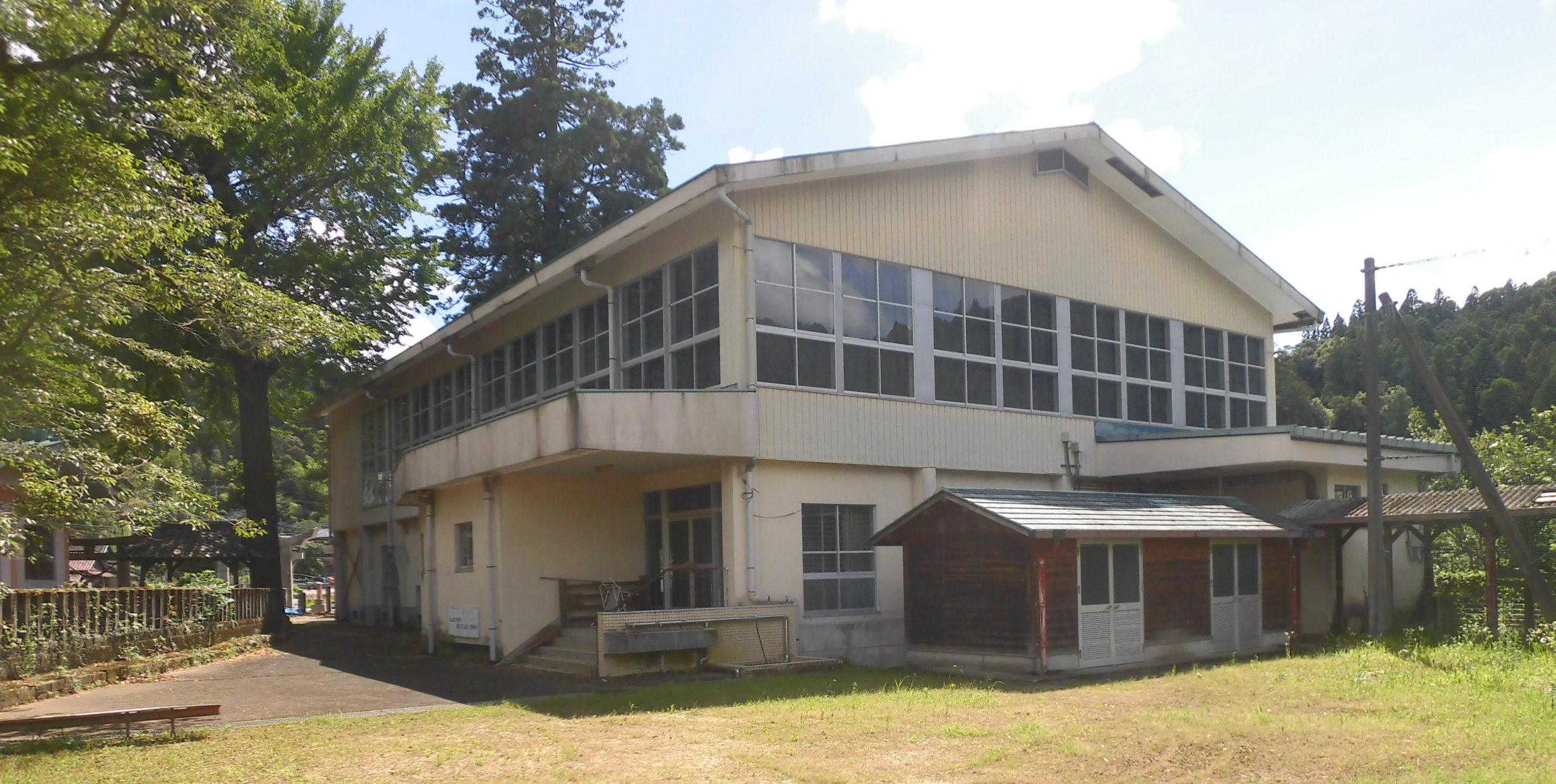
久多良木小 体育館
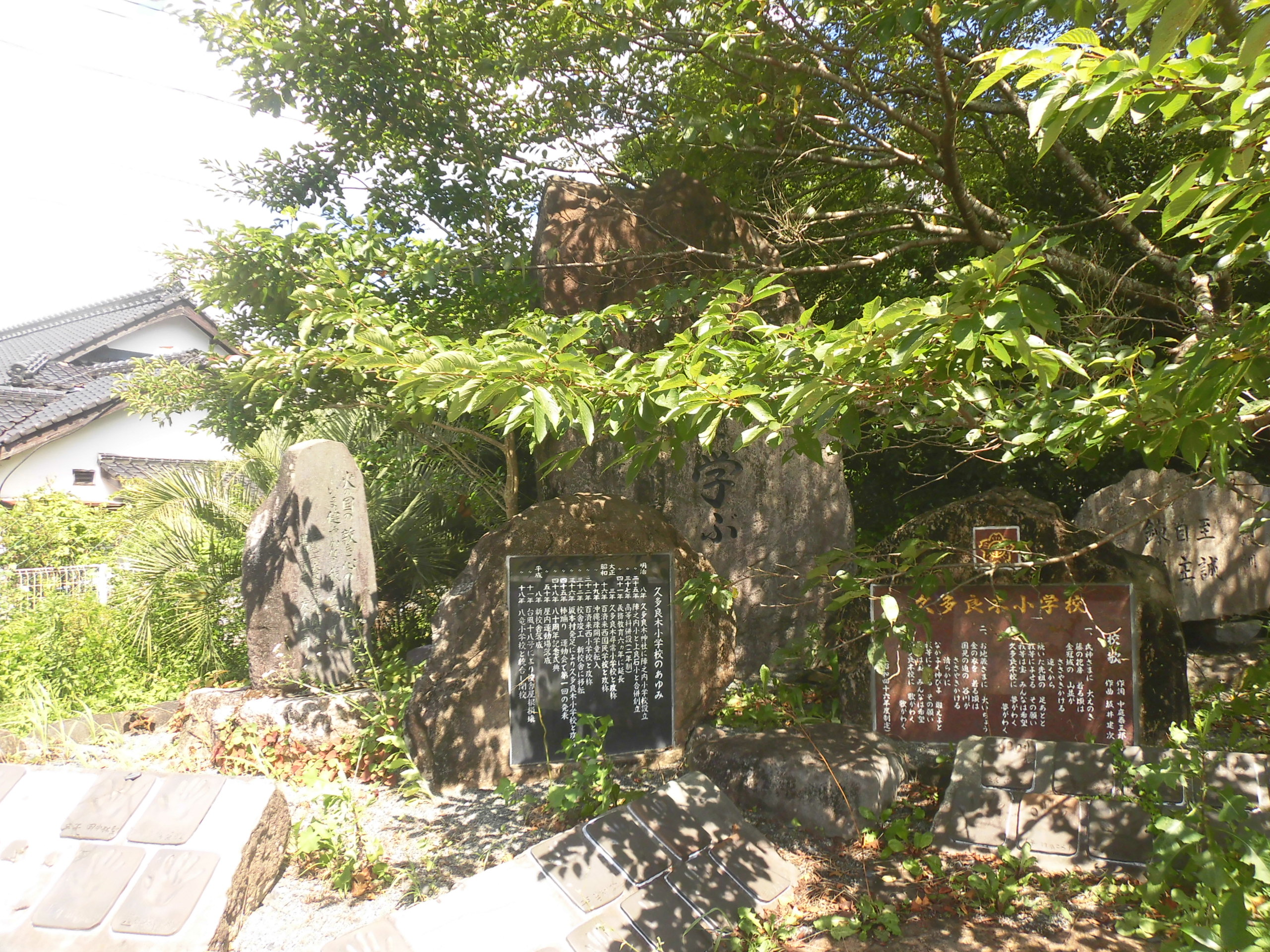
久多良木小 閉校記念碑

統合・八竜小学校
- 2003年（平成15年）
  - 4月1日 - 下記の坂本村内の小学校7本校・1分校を統合の上、「坂本村立八竜小学校」が開校。児童数194（8学級）、職員数19。

  1. 坂本村立西部小学校　- 旧・下松求麻村域
  2. 坂本村立深水小学校　- 同上
  3. 坂本村立中谷小学校　- 同上
  4. 坂本村立鮎帰小学校および責分校 - 同上
  5. 坂本村立藤本小学校　- 旧・上松求麻村域
  6. 坂本村立中津道小学校　- 同上
  7. 坂本村立田上小学校　- 旧・百済来村域

  - 7月6日 - 開校記念式典を挙行。
- 2005年（平成17年）8月1日 - 八代市との合併により、「八代市立八竜小学校」（現校名）と改称。
- 2006年（平成18年）4月1日 - 八代市立久多良木小学校（旧・百済来村域）を統合。
- 2020年（令和2年）
  - 7月4日 - 豪雨災害が発生し、同年7月14日まで臨時休業。
  - 7月15日 - 桜十字ホールやつしろと鶴喰生活改善センターに学びの場が開設される。
  - 8月3日 - 八代市立日奈久小学校での授業を開始。
  - 12月14日 - 八竜小学校校舎での授業を再開。
- 2023年（令和5年）6月 - ランチルームでの給食を開始。
  - 所在地（八竜小学校） - 熊本県八代市坂本町荒瀬6544番地（北緯32度26分07.2秒 東経130度39分11.0秒 / 北緯32.435333度 東経130.653056度）

## 交通アクセス
最寄りの幹線道路
- 国道219号

## 周辺
- 八代市立坂本中学校
- 球磨川